# 탈조선
탈조선(脫朝鮮)이란 대한민국을 떠나 다른 나라로 이민한다는 의미로 사용하는 대한민국의 인터넷 신조어이다. 대한민국의 청년 계층에 의해 주로 사용되고 있다. 헬조선이라는 신조어와 관련되어 온, 오프라인상에서 사용되고 있다. 대한민국의 취업난, 열정페이 등의 노동 착취에 의해 지쳐 희망을 잃고 더 나은 나라를 찾아 떠나려는 시대 상황을 반영하며 실제로 대한민국은 2015년 국적 포기율 1위를 하기도 했다.

## 같이 보기
- 헬조선